# 국산초등학교
국산초등학교는 대한민국 경상남도 거제시에 있는 초등학교다.

## 연혁
- 1977.08.28 국산국민학교 설립인가
- 1977.09.09 개교(옥포국민학교에서 1학급 분할 편성)
- 1982.02.24 제1회 졸업식
- 1996.03.01 국산초등학교로 교명 변경
- 1998.09.01 덕포분교장 편입
- 1999.09.01 덕포분교장 폐교 및 병설유치원 이전
- 2000.06.30 교육부지정 평생교육 시범보고회
- 2002.03.01 학교 규모 확대로 진목초등학교와 분리
- 2005.03.01 평생교육 도지정 지역중심학교 운영
- 2005.12.13 학교평가 우수학교 선정 교육감표창(제3311호)
- 2008.03.01 도지정 다문화교육 연구학교 운영
- 2009.02.04 개축건물에서 개학
- 2009.03.01 학교건물 전면 개축 이설 완료
- 2009.03.01 다문화교육 지역중심학교 운영
- 2012.03.01 기초학력 책임지도 지역 중심학교 운영 인성교육실천 우수학교 운영 방과후학교 지역 중심학교 운영
- 2014.02.17 제33회 졸업식(총 졸업생 7,602명)
- 2014.03.01 제15대 원순련 교장 취임
- 2014.03.01 국어과 정책 연구학교 운영
- 2014.11.26 국어과 정책 연구학교 보고회
- 2015.02.17 제34회 졸업식(총 졸업생 7,737명)